# Lista stacji kolei w Wellington
System kolei w Wellington posiada łącznie ponad 71 stacji rozlokowanych na 8 liniach, z czego dzisiaj czynnych jest 50 stacji na 4 liniach. Wszystkie linie kolejowe zbiegają się na stacji Wellington (ang. Wellington Railway Station). Wellington jest jedynym miastem w Nowej Zelandii posiadającym elektryczne pociągi pasażerskie.
Wszystkie budynki stacji, z wyjątkiem Petone, Waterloo i Wellington są własnością Tranz Metro – operatora należącego do spółki KiwiRail. Rada Regionu Wielkiego Wellington (ang.: Greater Wellington Regional Council) jest właścicielem Petone i Waterloo, a KiwiRail wkrótce stanie się właścicielem Wellington. Infrastruktura kolei jest własnością ONTRACK. Wszystkie stacje obsługuje Tranz Metro; stacje Paraparaumu i Wellington są ponadto obsługiwane przez Capital Connection i Overlandera – pociągi należące do Tranz Scenic, a stacja Porirua przez Overlandera.
Wszystkie współczesne stacje w regionie Wellington mają perony, z których większość została zaprojektowana pod 9-car DM/D EMUs. Wyjątek stanowi stacja Wairarapa (która ma peron długi na tyle, by pomieścić 3 lub 7 car sets z SW-class składu/wagonu) i na Johnsonville Line, która w przeważającej większości ma perony przeznaczone dla składów 4-car.

### Mapa schematyczna

### Mapa geograficzna

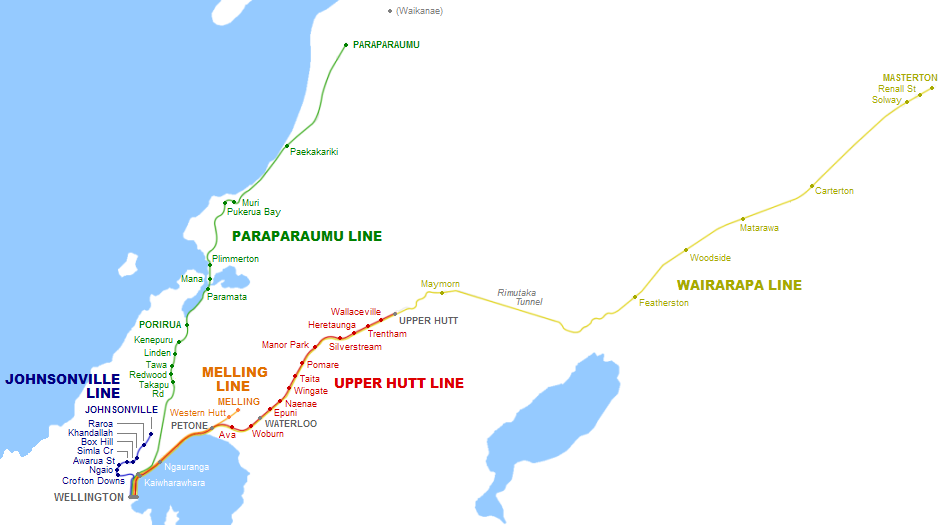

## Lista
| StacjaA                             | Linia                   | Data otwarciaB       | Data zamknięciaB     |
| ----------------------------------- | ----------------------- | -------------------- | -------------------- |
| Wellingtona                         | Wszystkie               | 19 czerwca 1937      | –                    |
| Awarua Street                       | Johnsonville Line       | 2 lipca 1938         | –                    |
| Box Hill                            | Johnsonville Line       | 1956                 | –                    |
| Crofton Downs                       | Johnsonville Line       | wrzesień 1963        | –                    |
| Cross Creek                         | Johnsonville Line       | 12 października 1878 | 30 października 1855 |
| Johnsonville                        | Johnsonville Line       | 21 września 1885     | –                    |
| Khandallah                          | Johnsonville Line       | 21 września 1885     | –                    |
| Ngaio                               | Johnsonville Line       | 21 września 1885     | –                    |
| Raroa                               | Johnsonville Line       | 1940                 | –                    |
| Simla Crescent                      | Johnsonville Line       | 2 lipca 1938         | –                    |
| Andrews                             | Wairarapa Line          | 1938                 | 28 lutego 1954       |
| Ava                                 | Wairarapa Line          | 27 maja 1927         | –                    |
| Belmont                             | Wairarapa Line          | 1876                 | 28 lutego 1954       |
| Carterton                           | Wairarapa Line          | 1 listopada 1880     | –                    |
| Clareville                          | Wairarapa Line          | 1 listopada 1880     | lipiec 1970          |
| Dalefield                           | Wairarapa Line          | 1 listopada 1880     | ?                    |
| Epuni                               | Wairarapa Line          | 1946                 | –                    |
| Featherston                         | Wairarapa Line          | 16 października 1878 | –                    |
| Fernsideb                           | Wairarapa Line          | 14 maja 1880         | ?                    |
| Haywardsc                           | Wairarapa Line          | 1876                 | 28 lutego 1954       |
| Heretaunga                          | Wairarapa Line          | 1908                 | –                    |
| Kaitoke                             | Wairarapa Line          | 1 stycznia 1878      | 30 października 1955 |
| Lambtond                            | Wairarapa Line          | 1885                 | 19 czerwca 1937      |
| Mangaroa                            | Wairarapa Line          | 1 stycznia 1878      | 30 października 1855 |
| Manor Park                          | Wairarapa Line          | 1 marca 1954         | –                    |
| Masterton                           | Wairarapa Line          | 1 listopada 1880     | –                    |
| Matarawa                            | Wairarapa Line          | 1 listopada 1880     | –                    |
| Maymorn                             | Wairarapa Line          | 3 listopada 1955     | –                    |
| Middleton                           | Wairarapa Line          | 1 listopada 1880     | październik 1889     |
| Naenae                              | Wairarapa Line          | 7 stycznia 1946      | –                    |
| Ngauranga                           | Wairarapa Line          | 20 kwietnia 1874     | –                    |
| Petone                              | Wairarapa Line          | czerwiec 1975        | –                    |
| Pigeon Bush                         | Wairarapa Line          | 12 października 1878 | 30 października 1955 |
| Pipitea Point                       | Wairarapa Line          | 12 kwietnia 1874     | 30 września 1884     |
| Pitcaithly’se                       | Wairarapa Line          | 1908                 | 1938                 |
| Pomare                              | Wairarapa Line          | 1 marca 1954         | –                    |
| Renall Street                       | Wairarapa Line          | 1936                 | –                    |
| Silverstream                        | Wairarapa Line          | 21 listopada 1954    | –                    |
| Silverstream Bridgef                | Wairarapa Line          | 1908 1950(?)         | 1917 1954            |
| Solway                              | Wairarapa Line          | 1 listopada 1880     | –                    |
| Summit                              | Wairarapa Line          | 12 października 1878 | 30 października 1855 |
| Taita                               | Wairarapa Line          | 12 kwietnia 1947     | –                    |
| Trentham                            | Wairarapa Line          | 1907                 | –                    |
| Upper Hutt                          | Wairarapa Line          | 1 lutego 1876        | –                    |
| Waingawa                            | Wairarapa Line          | 1921                 | –                    |
| Wallaceville                        | Wairarapa Line          | 1879                 | –                    |
| Waterloo Interchange (Hutt Central) | Wairarapa Line          | 27 maja 1927         | –                    |
| Wellingtong                         | Wairarapa Line          | 1 listopada 1880     | 1885                 |
| Wingate                             | Wairarapa Line          | 1950                 | –                    |
| Woburn                              | Wairarapa Line          | 27 maja 1927         | –                    |
| Woodside                            | Wairarapa Line          | 14 maja 1880         | –                    |
| Mellingh                            | Melling Branch          | 1908                 | –                    |
| Western Hutti                       | Melling Branch          | 14 kwietnia 1874     | –                    |
| Kaiwharawhara                       | North Island Main Trunk | 20 kwietnia 1874     | –                    |
| Kenepuru                            | North Island Main Trunk | 1963                 | –                    |
| Linden                              | North Island Main Trunk | 1940                 | –                    |
| Manaj                               | North Island Main Trunk | 1949                 | –                    |
| Muri                                | North Island Main Trunk | 1953                 | –                    |
| Paekakariki                         | North Island Main Trunk | 3 listopada 1886     | –                    |
| Paraparaumu                         | North Island Main Trunk | 3 listopada 1886     | –                    |
| Paremata                            | North Island Main Trunk | 21 września 1885     | –                    |
| Plimmerton                          | North Island Main Trunk | 3 listopada 1886     | –                    |
| Porirua                             | North Island Main Trunk | 21 września 1885     | –                    |
| Pukerua Bayk                        | North Island Main Trunk | 3 listopada 1886     | –                    |
| Redwood                             | North Island Main Trunk | 1963                 | –                    |
| Takapu Road                         | North Island Main Trunk | 19 czerwca 1937      | –                    |
| Tawa                                | North Island Main Trunk | 21 września 1885     | –                    |
| Thorndon                            | North Island Main Trunk | 24 września 1885     | 8 czerwca 1937       |
| Wainuil                             | North Island Main Trunk | 3 listopada 1886     | 1900                 |
| Gracefieldm                         | Gracefield Branch       | 1943                 | 30 kwietnia 2002     |
| Hutt Park                           | Gracefield Branch       | 17 września 1927     | 5 lutego 1949        |
| Greytown                            | Greytown Branch         | 14 maja 1880         | 25 grudnia 1953      |
| Beach                               | Hutt Park Railway       | 6 lutego 1887        | 23 listopada 1897    |
| Hutt Park                           | Hutt Park Railway       | 4 lutego 1885        | 1905                 |
| Te Aro                              | Te Aro Extension        | 27 marca 1893        | 23 kwietnia 1917     |

### Objaśnienia
- A:

a Stacja początkowa/końcowa wszystkich linii;
b Zakład kruszenia metalu (1908 r. do lat 20. XX wieku); bocznica kolejowa do zakładu (1912 r. do późnych lat 30. XX w.); zamknięta całkowicie w latach 60. lub 70. XX w.(?);
c Poprzednia nazwa to Manor Park;
d Zdemontowana w 1938 r.;
e Zastąpiona przez Andrews na południe;
f Ponownie otwarta prawdopodobnie podczas II wojny światowej do obsługi pobliskiego szpitala;
g Po zamknięciu przeniesiona i później nazwana Lambton;
h Wraz z zamknięciem sekcji Western Hutt linii Wairarapa Line i stworzeniem linii Melling Branch z pozostałych stacji, stacja Melling została przeniesiona na południową stronę drogi Melling Link;
i Pierwotnie Lower Hutt;
j Znana jako Dolly Varden (od imienia owcy) do roku 1960, kiedy to pod naporem lokalnego społeczeństwa zmienioną ją na Mana
k Pierwotnie Pukerua;
l W pobliżu MacKays Crossing;
m Nigdy nie używana do ruchu pasażerskiego.
- B:
  - Komórki zawierające datę ze znakiem zapytania wskazują datę pochodzącą z niepewnego źródła lub źródeł.
  - Komórki zawierające tylko znak zapytania wskazują, że data nie jest znana, ale stacja była na pewno otwarta/zamknięta.
  - Komórki w kolumnie „Data zamknięcia” zawierające pauzę/myślnik wskazują, że stacja jest wciąż czynna.

## Propozycje zmian w kolei
Jest kilka propozycji stworzenia nowych stacji, które mają powstać wzdłuż istniejących linii.

### Paraparaumu Line
Greater Wellington’s Western Corridor Plan (pol.: Plan Zachodniego Korytarza Wielkiego Wellinton) został powołany w celu rozinięcia/udoskonalenia obsługi kolejowej w strefie Kapiti, włączając dwie nowe stacje: Raumati (proponowane ukończenie budowy w 2009 r.) znajdującej się na południu Paraparaumu, prawdopodobnie niedaleko na północ od przecięcia się autostrady State Highway 1 i Poplar Avenue; oraz Lindale (proponowane ukończenie budowy w 2010 r.), będącej częścią większego węzła transportowego położonego na północ od Paraparaumu. Jednakże niedawne decyzje Rady Regionalnej zainwestowania jej funduszy i zasobów w elektryfikację i podwojenia toru do Waikanae oraz udoskonalenie stacji Paraparaumu and Waikanae oznacza, że to rozwiązanie nie będzie brane pod uwagę i nie powstaną nowe stacje przed 2010 r. Komitet transportu pasażerskiego Rady Regionu polecił także, by elektryfikację przedłużyć do Waikanae, przyłączając istniejącą stację do sieci kolejowej Wellington – chociaż Western Corridor Plan nie przewiduje takiego przypadku w ciągu następnych 20 lat, komitet teraz polecił, by zostało to ukończone przed 2010 r.
Następujące stacje są także proponowane, ale nie są oficjalnie uznawane:
- pomiędzy Porirua i Paremata do obsługi rozwoju/rozwijającego się nowego Aotea;
- na południe od Takapu Road, do obsługi Glenside i innych rozszerzających się stref mieszkalnych w pobliżu/okolicy Johnsonville;
- na MacKays Crossing, pomiędzy Paekakariki i Raumati (w okolicy/pobliżu (miejsca) starej stacji Wainui);
- w Tunelu Tawa No 2, do obsługi Newlands.

Proponowane jest także zamknięcie stacji Redwood lub Takapu Road oraz Pukerua Bay lub Muri w celu zredukowania czasu przejazdu przez zredukowanie liczby postojów. Tej sugestii nie uwzględnia Plan.

### Hutt Valley Line
Greater Wellington’s Hutt Corridor Plan został powołany do tego, by zaprojektować i wdrożyć przedłużenie elektryfikacji i obsługi północnej części Upper Hutt, wliczając nowe stacje w Timberlea i Cruickshank Road. Te stacje nie są planowane do budowy przed końcem 2016 r.